# Didier André
Didier André (ur. 3 września 1974 roku w Lyonie) – francuski kierowca wyścigowy.

## Kariera
André rozpoczął karierę w wyścigach samochodowych w 1993 roku od startów we Francuskiej Formule Renault Campus. Z dorobkiem 196 punktów uplasował się tam na piątej pozycji w klasyfikacji generalnej. W późniejszych latach pojawiał się także w stawce Francuskiej Formuły 3, CART PPG/Firestone Indy Lights Championship, International Sports Racing Series, CART PPG/Dayton Indy Lights, Indy Lights, 24h Le Mans, IndyCar Series, World Series by Nissan, Le Mans Endurance Series, Le Mans Series, FIA GT3 European Cup oraz French GT Championship.